# Carl Thackery
Carl Thackery (* 14. Oktober 1962 in Sheffield) ist ein ehemaliger britischer Langstreckenläufer. Auch seine Tochter Calli Hauger-Thackery ist als Langstreckenläuferin aktiv.

## Leben
Bei den Leichtathletik-Europameisterschaften 1986 in Stuttgart kam er über 10.000 m auf den 14. Platz, und bei den Crosslauf-Weltmeisterschaften 1987 trug er mit einem 20. Platz zu Silbermedaillengewinn der englischen Mannschaft bei. 1990 stellte er mit 20.855 m den aktuellen Commonwealth-Rekord (Stand 2010) im Stundenlauf auf.
Am erfolgreichsten war er jedoch bei Straßenläufen. 1985 gewann er den CPC Loop Den Haag und 1989 sowie 1990 das Rennen Roma – Ostia. 1992 belegte er bei den Halbmarathon-Weltmeisterschaften in South Shields den 16. Platz und gewann mit der britischen Mannschaft Silber, wurde Zweiter bei der Maratona d’Italia und siegte beim Zevenheuvelenloop. Im Jahr darauf gewann er bei den Halbmarathon-Weltmeisterschaften in Brüssel Bronze sowohl in der Einzel- wie auch in der Teamwertung, und 1994 wurde er Dritter bei den 20 van Alphen.
Carl Thackery startete für die Hallamshire Harriers. Seit dem Ende seiner sportlichen Karriere kümmert er sich im Bereich der sozialen Arbeit um Menschen mit Autismus und Lernbehinderungen. Seit 2007 ist er für die Organisation United Response tätig und tritt für sie auch als Spendenläufer in Erscheinung.

## Persönliche Bestleistungen
- 5000 m: 13:42,98 min, 10. Juli 1987, London
- 10.000 m: 27:59,24 min, 16. Juli 1987, Paris
- 20.000 m: 57:28,7 min, 31. März 1990, La Flèche (Zwischenzeit, Commonwealth-Rekord)
- Stundenlauf: 20,855 m, 31. März 1990, La Flèche (Commonwealth-Rekord)
- Halbmarathon: 1:01:04 h, 12. April 1987, Barnsley
- Marathon: 2:12:37 h, 25. Oktober 1992, Carpi